# Ernelinde, princess de Norvège
Ernelinde, princesse de Norvège (Ernelinde, prinsessa av Norge) är en opera (tragédie lyrique) i tre akter (fem akter i den reviderade versionen) med musik av François-André Danican Philidor och libretto av Antoine-Alexandre-Henri Poisenet efter Francesco Silvanis libretto La fede tradita, e vendicata.

## Historia
Operan hade premiär den 24 november 1767 på Parisoperan. 1769 reviderades operan och fick titeln Sandomir, prince de Dannemarck. Michel-Jean Sedaine skrev om librettot till en version på fem akter under titeln Ernelinde och Philidor ersatte den talade dialogen med orkestrerade recitativ. I den versionen hade verket premiär den 11 december 1773 på slottet i Versailles. 

## Personer
- Ricimer, kung av Sverige (baryton)
- Sandomir, prins av Danmark (tenor)
- Ernelinde, prinsessa av Norge (sopran)
- Rodoald, kung av Norge (bas)

## Handling
En allians mellan Danmark och Sverige besegrar kung Rodoald av Norge. Kung Ricimer av Sverige vill gifta sig med Rodoalds dotter Ernelinde, men hon älskar prins Sandomir av Danmark. Ricimer säger till Ernelinde att han endast kommer att skona Rodoald eller Sandomir, hon får välja.  Hon väljer fadern och Sandomir fängslas. Rodoald samlar sin armé och tillsammans med danskarna besegrar han Ricimers trupper. Sandomir benådar Ricimer som till slut ger sin välsignelse till Ernelindes och Sandomirs giftermål.